# Битва при Нови
Битва при Нови (фр. Bataille de Novi) — крупнейшее сражение между русско-австрийскими войсками под командованием генерал-фельдмаршала А. В. Суворова и французской армией во время Итальянского похода Суворова 1799. Русско-австрийские войска прорвали центр французской армии, нанесли ей поражение и отбросили в Генуэзскую Ривьеру.

## Ход событий перед сражением
После разгрома главных сил французов в битве при Треббии русско-австрийские войска выступили против армии французов под командованием Ж.-В. Моро, однако тот успел отступить в генуэзскую Ривьеру. Вмешательство австрийского императора Франца I и австрийского командования, находящегося в Вене, сделало невозможным планируемый Суворовым поход против Франции. Полководцу было предписано осаждать итальянские крепости, в которых находились французские гарнизоны.
Воспользовавшись этой передышкой, французская армия восстановила свою боеспособность. Директория, находившаяся в тот момент у власти во Франции, сформировала новую Альпийскую армию (около 45 000 человек), состоявшую из остатков армии, разбитой при Адде (около 14 000 человек), нескольких тысяч солдат и офицеров, оставшихся от Неаполитанской армии после сражения при Треббии, и свежих войск, прибывших из Франции. Командующему этой армией, выдающемуся французскому военачальнику Моро, было приказано разгромить армию Суворова и восстановить контроль французских войск над Северной Италией. Моро, считая эту задачу невыполнимой, планировал закрыть войсками горные проходы через Апеннины из Италии во Францию, для чего численность французской армии была вполне достаточна. Тогда Моро был смещён, и во главе армии был поставлен молодой генерал Бартелеми-Катерина Жубер, участник Итальянской кампании Бонапарта, который считался, в том числе и Бонапартом, одним из талантливейших полководцев республики.
Прибыв в Италию, Жубер принял командование у Моро, которого попросил остаться при армии (Директория, сместив Моро, пока не назначила ему другой должности). Жубер стремительно двинул войска через горы на север, навстречу русско-австрийской армии Суворова. На основании ошибочной разведывательной информации он полагал, что русско-австрийская армия разбросана на большом пространстве, и рассчитывал разбить её внезапным ударом сосредоточенных сил. Жубер также не знал, находится ли при армии Суворов.
На рассвете 14 (3 по старому стилю) августа французские войска подошли к городку Нови, и оттеснили находившийся там авангардный отряд князя Петра Ивановича Багратиона. На этой позиции французы узнали, что русско-австрийская армия находится в непосредственной близости от них. Она оказалась сконцентрированной, и при ней находился Суворов, которого французы узнали по его белой рубашке. Численность русско-австрийской армии составляла 44 000 человек (общие силы Суворова составляли 65 000, но сильнейший 15-тысячный корпус Розенберга находился вне поля сражения, а вся конница, находившаяся при Нови, фактически приняла участие только в преследовании разгромленной армии). Силы Жубера насчитывали 38 000 человек. Силы сторон были практически равны. Наполеон, разбирая это сражение, говорил, что у Жубера было достаточно сил как для обороны, так и для наступления .. Жубер оказался перед трудным выбором: не сражавшийся до этого с русскими войсками и назначенный Директорией как военачальник, намеренный разбить их, он теперь не решался атаковать противника, впервые оценив величину опасности. К счастью для французских войск, они заняли чрезвычайно выгодную позицию, Бартелемицию на отрогах горного хребта, где в самом центре её оказался укреплённый город Нови. Правый фланг французской армии находился у селения Серравале, а левый — у селения Пастурано. Подступы к французской позиции были чрезвычайно сложны и хорошо обстреливались сверху.
Суворов понял, что наступательный порыв французских военачальников сменился ясным пониманием обстановки, и теперь они могут и не вывести армию на равнину, где её ждёт неминуемый разгром.

## Битва
В 5:00 утра 15 августа правый фланг его войска под командованием австрийского генерала Павла Края атаковал французов у Пастурано. Армия Суворова в сражении при Нови представляла собой две колонны, одна из которых, целиком из австрийцев под командованием Края двигалась на левый фланг французской армии, а вторая, включавшая русский корпус Дерфельдена и австрийский корпус Меласа, — на её центр, причём колонны двигались уступом, Дерфельден значительно позади Края. Армия не образовывала традиционной «боевой линии». Войска Края начали наступление на противника с марша, остальные войска Суворова к началу сражения находились вне поля зрения французов. Это ввело в заблуждение не только Жубера, но и значительно позже Клаузевица, считавшего, что Края можно было бы разбить до подхода второй колонны. Необычайное построение армии великого полководца, имевшее черты и колонной тактики, и «косого боевого порядка» и то, что не сохранилась диспозиция Суворова к сражению при Нови, доныне не даёт историкам возможности понять, какой тактики придерживался Суворов. Лишь на основании результата сражения можно констатировать, что действия Суворова, как и в сражении при Рымнике, не обусловленные ни видами тактики, ни принципом сосредоточения сил, являлись наилучшими в условиях сражения при Нови.
Австрийцы потеснили неприятеля, но возглавивший контратаку Жубер вернул утраченные позиции. Жубер намеревался выступить против Края, но был смертельно ранен пулей. Командование армией принял генерал Моро. Он усилил левый фланг, но запретил какие-либо наступательные действия.
Атаки австрийцев имели целью заставить французов стянуть на левый фланг резервы, и тем самым ослабить центр боевого порядка, опиравшийся на крепость Нови, по которому Суворов решил направить удар русских войск.
В 9:00 Суворов отдал приказ Багратиону и Милорадовичу, возглавлявшим прибывший авангард русской колонны, атаковать Нови. Под яростным огнём противника Багратион повёл на противника 10 батальонов (около 2000 человек), но взять Нови не смог, ибо превосходство в силах было далеко не в его пользу (перед сражением Суворов оценивал общую численность французов приблизительно лишь в 20 000 человек). После первой атаки последовала вторая теми же силами, но и она окончилась безрезультатно.
В то время как Багратион двинулся в третью атаку на центр противника, французская дивизия Ватрена отделилась от основных сил армии, спустилась на равнину и с левого фланга атаковала отряд Багратиона, который спешно, но организованно отступил на расстояние около трёх километров. Преследовавшие их французы отделились на значительное расстояние от боевых порядков своей армии. Суворов двинул против Ватрена войска Дерфельдена. Дивизия Ватрена была отброшена и скована частью свежих сил, а остальные вместе с отрядом Багратиона Суворов воодушевил и лично направил в четвёртую атаку на Нови. На этот раз русские войска продавили центр французской армии до самого Нови, загнав в крепость французов и захватив их орудия, но взять Нови им не удалось.
В 12:00 Суворов ввёл в сражение корпус генерала Меласа (9000 человек), которому было приказано двинуться вдоль Скривии и ударить в тыл Ватрену. Целью данного манёвра было очищение равнины перед Нови от французов, после чего русские войска должны были нанести по центру французов решающий удар.
Движение дивизии Меласа происходило неторопливо, и лишь к 15:00 она охватила правый фланг дивизии Ватрена (по некоторым сведениям, Суворов, дабы ускорить манёвр, пригрозил Меласу, что расстреляет его, если тот не поторопится). Помешать этому манёвру Моро уже ничем не мог. Все свои резервы он задействовал на отражение атак на Нови.
Пятая атака русских войск под начальством генерала Дерфельдена привела к взятию к 17 часам Нови. Центр французов был разбит, дивизия Ватрена, долгое время оттягивавшая разгром всей французской армии, была окружена и после ожесточённого сопротивления сложила оружие. Главные силы французов на левом крыле оказались под угрозой неминуемого окружения. Стремясь спасти войска от гибели, Моро в 18:00 приказал отступать, но отступление под натиском с фронта и фланга и перекрёстным обстрелом русских войск превратилось в бегство.
Французы потерпели сокрушительное поражение. Потери французов по разным данным оцениваются в: 9,500 убитых, раненых и пленных (собственные данные французов) , либо 11,000, либо до 12,000, либо до 13 000, либо 16,500. Общие безвозвратные и санитарные потери французов достигали 20 тысяч солдат и офицеров. Вся артиллерия (от 37 до 39 орудий из 40) была потеряна.
Потери союзных войск составили 6000 человек (1300 убитыми и 4700 ранеными). Бо́льшую их часть (около 2/3) составили потери австрийских войск под командованием Края на левом крыле. Русские войска, несмотря на упорное сопротивление французов, отразивших 4 атаки, потеряли убитыми и ранеными менее 2000 человек. По другим данным общие потери союзников составили 8000 убитыми и ранеными, в том числе 2500 русские, 5500 австрийцы.
Оставшиеся силы Моро снова отступили в Генуэзскую Ривьеру. Они уже не имели сил даже на оборону Аппенинских перевалов. Это сражение создало чрезвычайно выгодную обстановку для вторжения во Францию союзных войск. Однако эту возможность австрийское руководство не использовало, боясь усиления русского влияния в Европе.

## Заключение
Сражение при Нови было одним из самых продолжительных (15 часов) и самым кровопролитным из полевых сражений Суворова (по количеству убитых оно уступало только штурму Измаила). В этом сражении французы занимали одну из сильнейших позиций в истории войн, которая давала им огромные огневые преимущества и сводила на нет значительное преимущество Суворова в коннице, уравновешивая численность войск. Все случайные обстоятельства (недооценка численности французов Суворовым и вследствие этого первый слабый удар по центру; гибель в начале сражения Жубера и приход к командованию более опытного Моро; медленные действия Меласа, потратившего много времени на охват дивизии Ватрена) склонились на сторону французской армии, но, несмотря на эти обстоятельства, она была полностью разгромлена. Безвозвратные потери, понесённые французской армией, приближались к таковым в Бородинском сражении. Сражение при Нови является примером гениального военного искусства Суворова и одним из единичных случаев в военной истории, когда армия, умело и стойко обороняющаяся на сильной позиции, равная по силам наступающим войскам, терпит тяжёлое поражение.
К. Клаузевиц назвал сражение при Нови «великой трагедией». Генерал Моро, понимая, что выступление армии против войск Суворова обернётся её уничтожением, отказался выполнять соответствующие требования Директории, дабы не брать на себя вину за гибель тысяч человек. Однако обстоятельства сложились таким образом, что именно он вынужден был вести сражение при Нови, которое привело французскую армию к катастрофе.

## Дополнения
Суворов кратко описал сражение при Нови в письме адмиралу Ф. Ф. Ушакову от 11(22) августа:

«Я спешу сообщить Вашему Превосходительству о сильном поражении неприятеля. 4/15 сего месяца показался он на хребтах гор около Нови, состоявший в 37 000 человеках, и выстроился в боевой порядок, имея с левой стороны за собой Гавию, а правым крылом простирался к Серавалле. В таком положении он был атакован, совершенно разбит и обращен в бегство. Урон его простирается, по признанию самих французов, до 20 000 человек.»